# مورگان والن
مورگان کول والن (انگلیسی: Morgan Cole Wallen؛ زادهٔ ۱۳ مه ۱۹۹۳) خواننده آمریکایی است. او در فصل ششم برنامه د ویس شرکت کرد و پس از حذف در مرحله پلی‌آف، با پاناسیا رکوردز قرارداد امضا کرد و اولین ئی‌پی خود به نام استند الون (۲۰۱۵) را منتشر کرد. در سال ۲۰۱۶، والن با بیگ لود قرارداد بست و دومین ئی‌پی خود به نام د وی آی تاک (۲۰۱۶) را منتشر کرد. اولین آلبوم استودیویی او، ایف آی نو می (۲۰۱۸)، شامل چهار تک‌آهنگ بود: «دی وی آی تاک»، «آپ داون» (با همکاری فلوریدا جورجیا لاین)، «ویسکی گلاسز» و «چیسین یو». این آلبوم پس از ۱۱۴ هفته رکوردشکنی به صدر جدول آلبوم‌های برتر کانتری بیلبورد رسید.
دومین آلبوم استودیویی والن، دینجرس: د دابل آلبوم (۲۰۲۱)، موفقیتی تجاری فوری کسب کرد و هفت هفته اول خود را در صدر جدول بیلبورد ۲۰۰ گذراند. این آلبوم سه هفته بعدی نیز در رتبه اول باقی ماند و در مجموع ده هفته اول خود را در صدر جدول سپری کرد. دینجرس: د دابل آلبوم شامل چهار تک‌آهنگ «مور دن مای هوم‌تاون»، «سون سامرز»، «سند این مای بوتس» و «ویستد آن یو» و چندین تک‌آهنگ تبلیغاتی بود. سومین آلبوم استودیویی والن، وان تینگ اَت ا تایم (۲۰۲۳)، دوازده هفته اول خود را در صدر بیلبورد ۲۰۰ سپری کرد و در طول سال‌های ۲۰۲۳ و ۲۰۲۴ به‌صورت غیرمتوالی هفت هفته دیگر نیز در رتبه اول قرار گرفت، در مجموع ۱۹ هفته غیرمتوالی در صدر جدول بود. هر ۳۶ قطعه این آلبوم به‌طور هم‌زمان در جدول بیلبورد هات ۱۰۰ قرار گرفتند و رکورد دریک (با ۲۷ آهنگ) را شکستند. تک‌آهنگ «لست نایت» به صدر بیلبورد هات ۱۰۰ رسید و اولین نامبروان والن در این جدول شد، در طول سال ۲۰۲۳ شانزده هفته غیرمتوالی در صدر بود و جدول سالانه ۲۰۲۳ را نیز در صدر به پایان رساند. چهارمین آلبوم استودیویی والن، آیم د پرابلم، (۲۰۲۵) در صدر بیلبورد ۲۰۰ قرار گرفت و تک‌آهنگ‌های شماره یک بیلبورد هات ۱۰۰، «لاو سام‌بادی» و «وات آی وانت» (با همکاری تیت مک‌ری) را داشت.
والن جوایز متعددی دریافت کرده است، از جمله یک جایزه آکادمی موسیقی کانتری، چهارده جایزه موسیقی بیلبورد، و جایزه سرگرم‌کننده سال در پنجاه و هشتمین مراسم جوایز سالانه موسیقی کانتری. علاوه بر جوایز، والن چندین رکورد بیلبورد دارد: او تنها هنرمندی است که دو آلبومش حداقل ۱۰۰ هفته در میان ده رتبه برتر بیلبورد ۲۰۰ بوده‌اند، تنها هنرمندی است که دو آلبومش حداقل ۱۰ هفته اول در صدر بیلبورد ۲۰۰ قرار گرفته‌اند، هنرمندی با بیشترین هفته در رتبه یک جدول آلبوم‌های برتر کانتری (۱۸۷ هفته)، و تک‌آهنگ «یو پروف» او با ده هفته غیرمتوالی در صدر جدول کانتری ایرپلی بیلبورد، طولانی‌ترین شماره یک این جدول در تاریخ است.

## اوایل زندگی و تحصیلات
مورگان کول والن در ۱۳ مه ۱۹۹۳ در اسندویل، تنسی، از تامی و لسلی والن به دنیا آمد. تامی برای مدتی به‌عنوان کشیش کلیسای محلی خدمت کرد، در حالی که لسلی معلم بود. در دوران نوجوانی، خانواده به سمت جنوب به شهرستان ناکس نقل مکان کردند، جایی که او از دبیرستان گیبز فارغ‌التحصیل شد. او در تیم بیسبال مدرسه به‌عنوان پیچر و شورت‌استاپ بازی می‌کرد و امیدوار بود این مسیر را در دانشگاه ادامه دهد، اما در سال آخر دبیرستان رباط جانبی آرنجش پاره شد.
والن در کودکی درس‌های پیانو و ویولن آموخت. او با فهرست موسیقی متنوعی بزرگ شد و پدرش او را با گروه‌های راک کلاسیک آشنا کرد. در نوجوانی به گروه‌هایی مانند بریکینگ بنجامین و نیکل‌بک و همچنین رپرهایی مثل لیل وین علاقه‌مند شد. والن اوایل بزرگسالی خود را سرگردان توصیف کرده است؛ او پس از دبیرستان در محوطه‌سازی کار کرد و از ناتوانی در ادامه مسیر بیسبال ناامید شده بود. او دوباره به موسیقی روی آورد و شروع به یادگیری گیتار کرد. در این دوره، به موسیقی کانتری علاقه‌مند شد، به‌ویژه به هنرمندانی مانند کیت ویتلی و اریک چرچ، و سبک خود را بر اساس این میراث شکل داد.

## زندگی شخصی
والن در سال ۲۰۱۶ رابطه‌ای با اینفلوئنسر کی‌تی اسمیت آغاز کرد و چند ماه بعد نامزد شدند. آنها در سال ۲۰۱۹ از یکدیگر جدا شدند، که اسمیت دلیل آن را خیانت والن عنوان کرد. فرزند آن‌ها، ایندیگو (متولد ۲۰۲۰)، چند ماه پس از جدایی‌شان به دنیا آمد. والن همچنین با اینفلوئنسر پیج لورنز و خواننده کانتری مگان مورونی رابطه عاطفی داشته است.

### مسائل حقوقی
در مه ۲۰۲۰، والن به دلیل مستی در ملأعام و رفتار ناهنجار پس از خروج از بارِ کید راک در نشویل دستگیر و متهم شد. گزارش شده که او هنگام اخراج از بار، اشیای شیشه‌ای را لگد زده و در خارج از بار با عابران چندین درگیری لفظی داشته است. این پرونده بعداً مختومه شد.
در ۷ آوریل ۲۰۲۴، والن پس از آن‌که ظاهراً یک صندلی را از پشت‌بام بار جدید اریک چرچ به نام چیفز در خیابان برادوی نشویل پرتاب کرد، دستگیر شد. او به سه اتهام جرم سنگین بی‌احتیاطی خطرناک و یک اتهام تخلف رفتار ناهنجار متهم شد، زیرا شیء پرتاب‌شده نزدیک به دو افسر پلیس روی زمین فرود آمد. در دسامبر ۲۰۲۴، والن به دو اتهام تخلف بی‌احتیاطی خطرناک اعتراف کرد، دو اتهام دیگر رد شدند و او به گذراندن هفت روز در مرکز آموزش رانندگی در شرایط مستی و دو سال متوالی آزادی مشروط تحت نظارت محکوم شد.